# Leedey
Leedey és un poble dels Estats Units a l'estat d'Oklahoma. Segons el cens del 2000 tenia 345 habitants.

## Demografia
Segons el cens del 2000, Leedey tenia 345 habitants, 164 habitatges, i 105 famílies. La densitat de població era de 341,6 habitants per km².
Dels 164 habitatges en un 22% hi vivien nens de menys de 18 anys, en un 57,3% hi vivien parelles casades, en un 6,1% dones solteres, i en un 35,4% no eren unitats familiars. En el 33,5% dels habitatges hi vivien persones soles el 18,9% de les quals corresponia a persones de 65 anys o més que vivien soles. El nombre mitjà de persones vivint en cada habitatge era de 2,1 i el nombre mitjà de persones que vivien en cada família era de 2,67.
Per edats la població es repartia de la següent manera: un 18% tenia menys de 18 anys, un 6,7% entre 18 i 24, un 22,9% entre 25 i 44, un 26,7% de 45 a 60 i un 25,8% 65 anys o més.
L'edat mediana era de 47 anys. Per cada 100 dones de 18 o més anys hi havia 81,4 homes.
La renda mediana per habitatge era de 21.667 $ i la renda mediana per família de 33.125 $. Els homes tenien una renda mediana de 23.438 $ mentre que les dones 14.375 $. La renda per capita de la població era de 17.151 $. Entorn del 18,2% de les famílies i el 19,4% de la població estaven per davall del llindar de pobresa.

## Poblacions més properes
El següent diagrama mostra les poblacions més properes.